# Allan Hyde
Pour les articles homonymes, voir Hyde.
Allan Hyde est un acteur danois né le 20 décembre 1989 au Danemark. Hyde est chanteur mais également connu pour son rôle de vampire shérif Godric, dans la série de HBO, True Blood.

## Carrière
Allan Hyde décroche son premier rôle en 2002, au théâtre dans Les Misérables où il incarne Gavroche. S'ensuivent plusieurs rôles dans diverses productions théâtrales.
En 2008, il obtient un rôle mineur dans une série danoise 2900 Happiness sur TV3. Cette même année il apparaît dans la production danoise Album, diffusée sur la chaîne DR1 (la première chaîne nationale). Il y joue l'un des trois personnages centraux: Martin. 2008 marque également ses débuts au cinéma avec Implosion, Sidste Kys et En Forelskelse (court-métrage ayant remporté le Robert, prix décerné par l'académie cinématographique danoise).
En 2009, il est choisi pour jouer le rôle de Godric, un vampire âgé de plus de 2000 ans dans la série de HBO, True Blood. Bien qu'à l'antenne seulement pour 4 épisodes, son personnage fut extrêmement populaire auprès des téléspectateurs et du créateur de la série, Alan Ball.
Allan Hyde a également prêté sa voix au personnage de Ron Weasley dans les différentes suites d'Harry Potter dans la version danoise. Il est aussi l'un des deux chanteurs de Den Jeg Er la version danoise de This Is Me dans Camp Rock.

## Filmographie
Télévision
- 2008 : 2900 Happiness : Max
- 2008 : Album : Martin
- 2009 - 2011 : True Blood : Godric
- 2010 : Lærkevej : Jonas
- 2011 : Den som dræber : Andreas
- 2013 : Kødkataloget : Jonas
- 2013 : Limbo : Vikar
- 2013 : Heartless : Pieter
- 2014 : Dicte II : Simon Østergaard
- 2015 : Juleønsket : Michael
- 2015 : Silas : Anton
- 2017 : Below the Surface : Silas Jensen

Films
- 2008 : Implosion : Thomas
- 2008 : En Forelskelse (Awakening) : Carsten
- 2008 : Cykeltaxa (Ricksaw) : Thomas
- 2009 : Sidste Kys (Last Kiss, Please Stay) : Mikkel
- 2010 : Stupid Clown : Eugene
- 2011 : Exteriors
- 2011 : Franky, Frankly : Franky
- 2012 : You & Me Forever : Tobias
- 2012 : Miraklet : Jeune Jakob
- 2012 : Marionette : Homme Policier
- 2013 : Mommy : Lucas
- 2014 : Far Til Fire - Onkel Sofus Vender Tilbage : Peter
- 2014 : Kolbøttefabrikken : Frank
- 2014 : Danny's Dommedag : Fisker
- 2014 : Mig Og Kærligheden : Kevin
- 2015 : Hundeliv : William
- 2015 : Dryads : Thomas
- 2015 : The Shamer's Daughter : Davin
- 2015 : Far Til Fire - Vilde Ferie : Peter
- 2015 : Sommeren '92 : Flemming Povlsen
- 2015 : TYRON

GourmetFilm
- 2008 : Dværgen og Luderen
- 2010 : The Friendly
- 2010 : ALLA SALUTE : Patrik
- 2011 : Stupid Clown
- 2012 : Trail Of Broken Hearts : Kevin
- 2013 : Fly on the Wings of Love
- 2014 : Blue Moon
- 2015 : Zorba the Greek
- 2016 : Jozin Z Bazin
- 2018 : Det er en kold Tid

## Théâtre
- 2002 : Les Misérables : Gavroche
- 2004 : Sound of Music : Friedrich

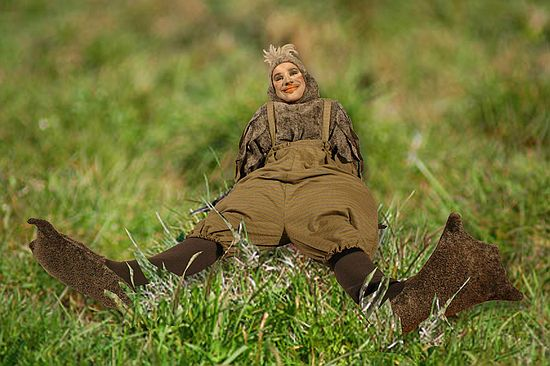
The Ugly Duckling

- 2005 : Ugly Duckling : Rôle principal
- 2005-2006 : Peters Christmas : Rasmus
- 2006 : Uncle Danny : Dan
- 2014 : Grease : Kenickie

## Discographie
- 2008 : Den jeg Er (version Danois de This is Me, Camp Rock)
- 2014 : Du Ved Det Godt (Filmen Far Til Fire - Onkel Sofus Vender Tilbage)